# Oishinbo
Oisinbo (美味しんぼ?) es una serie de manga  con guion de Tetsu Kariya e ilustrada por Akira Hanasaki. Empezó a publicarse en 1983 en la revista Big Comic Spirits de la editorial Shōgakukan, ha seguido publicándose durante más de treinta años y ha sido compilada en 111 volúmenes. En 2014 dejó de publicarse, coincidiendo con una controversia que surgió por el tratamiento que en algunos capítulos del manga se hizo sobre el accidente nuclear de Fukushima.
Una versión de anime fue llevada a cabo entre 1988 y 1992 por Nippon TV y el estudio Shin-Ei Animation, bajo la dirección de Yoshio Takeuchi y que constó de 136 episodios. También se han realizado dos películas de este manga, una en 1993 y otra en 1996.

## Argumento
El periódico japonés Touzai Shinbun decide celebrar su centenario encargando a dos de sus periodistas la realización de un «menú definitivo» que esté compuesto por las comidas más deliciosas del mundo. Los periodistas son elegidos mediante una prueba que demuestra sus aptitudes para la tarea. Uno de ellos es Shiro Yamaoka, cuyas cualidades como gourmet las ha aprendido de su padre, Yuzan Kaibara, uno de los fundadores del exclusivo «Club Gourmet» y que se cruzará repetidamente en su camino a lo largo de toda la serie. Sin embargo, Yamaoka siente un profundo rencor hacia él puesto que tanto él como su madre sufrieron su extrema obsesión culinaria, por lo que tienen continuos enfrentamientos. Junto a Yamaoka, la otra periodista encargada de la tarea es Yuko Kurita, que no posee tanta formación como Yamaoka pero sí tiene aptitudes innatas para discernir sabores.

## Controversia
En 2014 se publicaron capítulos del manga que trataban de las consecuencias del accidente nuclear de Fukushima. En ellos se mostraban los efectos de la radiación en algunos periodistas que habrían provocado diferentes dolencias, y se criticaba la censura existente sobre el tema. Estos capítulos recibieron una oleada de críticas. La revista reaccionó explicando que las afirmaciones realizadas en el manga se basaban en afirmaciones realizadas por un alcalde de Futaba en la vida real y que los efectos descritos eran los mismos que había sufrido Kariya cuando visitó la central nuclear. También publicó una nota en la que se aseguraba que los capítulos pretendían mostrar que los alimentos de la zona eran seguros y que si la gente era remisa a consumirlos era debido a la falta de comprensión del problema de la radiación.